# Bogradsky (huyện)
Huyện Bogradsky (tiếng Nga: ? райо́н) là một huyện hành chính tự quản (raion), của Khakassia, Nga. Huyện có diện tích 4639 kilômét vuông. Trung tâm của huyện đóng ở Bograd.